# شهرستان اوگلوفسکی (سرزمین آلتای)
شهرستان اوگلوفسکی (به لاتین: Uglovsky District) یک منطقهٔ مسکونی در روسیه است که در سرزمین آلتای واقع شده‌است.